# Callicostella fissidentella
Callicostella fissidentella är en bladmossart som beskrevs av Brotherus 1907. Callicostella fissidentella ingår i släktet Callicostella och familjen Hookeriaceae. Inga underarter finns listade i Catalogue of Life.